# بيليران
بيليران (بالإنجليزية: Biliran) هي محافظة تقع في الفلبين في Eastern Visayas. يقدر عدد سكانها بـ 161,760 نسمة ومساحتها 536.01 كم2 .

## المناخ
يظهر الجدول التالي التغييرات المناخية على مدار السنة لبيليران:
| البيانات المناخية لـبيليران                                  | البيانات المناخية لـبيليران | البيانات المناخية لـبيليران | البيانات المناخية لـبيليران | البيانات المناخية لـبيليران | البيانات المناخية لـبيليران | البيانات المناخية لـبيليران | البيانات المناخية لـبيليران | البيانات المناخية لـبيليران | البيانات المناخية لـبيليران | البيانات المناخية لـبيليران | البيانات المناخية لـبيليران | البيانات المناخية لـبيليران | البيانات المناخية لـبيليران |
| الشهر                                                        | يناير                       | فبراير                      | مارس                        | أبريل                       | مايو                        | يونيو                       | يوليو                       | أغسطس                       | سبتمبر                      | أكتوبر                      | نوفمبر                      | ديسمبر                      | المعدل السنوي               |
| ------------------------------------------------------------ | --------------------------- | --------------------------- | --------------------------- | --------------------------- | --------------------------- | --------------------------- | --------------------------- | --------------------------- | --------------------------- | --------------------------- | --------------------------- | --------------------------- | --------------------------- |
| متوسط درجة الحرارة الكبرى °م (°ف)                            | 29.2 (84.6)                 | 30.3 (86.5)                 | 31.5 (88.7)                 | 32.4 (90.3)                 | 32.5 (90.5)                 | 32.3 (90.1)                 | 32 (90)                     | 32.1 (89.8)                 | 32 (90)                     | 31.6 (88.9)                 | 31 (88)                     | 30 (86)                     | 31.4 (88.6)                 |
| متوسط درجة الحرارة الصغرى °م (°ف)                            | 23.9 (75.0)                 | 24 (75)                     | 24.5 (76.1)                 | 25.2 (77.4)                 | 25.6 (78.1)                 | 25.4 (77.7)                 | 25.3 (77.5)                 | 25.3 (77.5)                 | 25.2 (77.4)                 | 25.1 (77.2)                 | 24.7 (76.5)                 | 24.1 (75.4)                 | 24.9 (76.7)                 |
| الهطول مم (إنش)                                              | 290.5 (11.44)               | 241 (9.5)                   | 192.2 (7.57)                | 118.2 (4.65)                | 139.2 (5.48)                | 189.5 (7.46)                | 178.5 (7.03)                | 184.4 (7.26)                | 155 (6.1)                   | 215.2 (8.47)                | 265.4 (10.45)               | 385.5 (15.18)               | 2٬554٫6 (100.59)            |
| متوسط الأيام الممطرة                                         | 21                          | 17                          | 16                          | 14                          | 13                          | 15                          | 16                          | 16                          | 15                          | 18                          | 20                          | 21                          | 202                         |
| المصدر #1: Storm247 (for average temperature and rainy days) |                             |                             |                             |                             |                             |                             |                             |                             |                             |                             |                             |                             |                             |
| المصدر #2: WorldWeatherOnline (for average precipitation)    |                             |                             |                             |                             |                             |                             |                             |                             |                             |                             |                             |                             |                             |